# フントの規則
原子物理学におけるフントの規則（フントのきそく、英: Hund's rules）は、1927年頃にドイツの物理学者フリードリッヒ・フントによって定式化された一連の規則を指す。これらは多電子原子の基底状態に対応する項記号を決定するために使われる。第一規則は化学において特に重要であり、しばしば単にフントの規則と呼ばれる。
以下が3つの規則である。
1. 任意の電子配置について、最大の多重度を持つ項が最低エネルギーを有する。多重度は{\displaystyle 2S+1\ }に等しい（{\displaystyle S}は全ての電子の全スピン角運動量）。したがって、最低エネルギーを持つ項は最大の{\displaystyle S\,}を持つ項でもある。
2. 任意の多重度について、最大の全軌道角運動量量子数{\displaystyle L\,}を持つ項が最低エネルギーを有する。
3. 任意の項について、最も外側の亜殻が半数占有以下の原子において、最も低い値の全角運動量量子数{\displaystyle J\,}（{\displaystyle {\boldsymbol {J}}={\boldsymbol {L}}+{\boldsymbol {S}}}）を持つ準位はエネルギー的に最も低い。最外殻が半数より多く占有されているならば、最も高い値の{\displaystyle J\,}を持つ準位がエネルギー的に最も低い。

これらの規則は、普通のエネルギー相互作用が基底状態の項を決定づける方法を単純なやり方で指定する。これらの規則は、外殻電子間の反発はスピン-軌道相互作用よりもはるかに大きいこと、そしてスピン-軌道相互作用は残りのどの相互作用よりも強いことを仮定している。これはLS結合レジームと称される。
完全に満たされた殻と亜殻は全スピン角運動量Sと全軌道角運動量Lの量子数に寄与しない。満たされたオービタルについて、残差静電項（電子間の反発）とスピン–軌道相互作用はどちらも全てのエネルギー準位を一緒にシフトすることしかできないことが示されている。したがって、エネルギー準位の順序を決定する時は一般に外殻原子価電子のみを考慮しなければならない。

## 第一規則
パウリの排他原理のため、同じ系の中にいる2つの電子は同じ量子数の組合せを共有できない。したがって、それぞれの空間オービタルには電子は2つしか入ることができない。これらの電子の一方は（選ばれた方向zに関して）ms = ½（msはスピン磁気量子数）を持たなければならず、もう一方はms = −½を持たなければならない。フントの第一規則は、最低エネルギー原子状態は開いた亜殻中の電子について全スピン量子数を最大化するものである、と述べる。亜殻中のオービタルのそれぞれは, 二重占有が起こる前に平行スピンの電子により単独で占有される（これはバスの乗客が席に座る傾向になぞらえて「バス席の規則（bus seat rule）」と呼ばれることもある。）。
関与するオービタルの数が多いほど安定性が増すことに関して, 2つの異なる物理的説明が与えられてきた。量子力学の黎明期には、異なるオービタル中の電子はさらに離れるために、電子どうしの反発によるエネルギーが減少する、とされた。しかしながら、（1970年代に始まった）正確な量子力学計算は、単独で占有されたオービタル中の電子は原子核からの遮蔽を受けづらく、従ってそのようなオービタルは収縮し、電子と核の引力によるエネルギーが強くなる（数値としては減少する）ことが理由であることを明らかにしている。

### 例
| Magnetic quantum levels | -1 | 0 | +1 |
| ----------------------- | -- | - | -- |
| Electron occupancy      | ↑  | ↑ | ↑  |

例として、ケイ素の基底状態を考える。Siの電子配置は1s2 2s2 2p6 3s2 3p2である。ここでは外殻3p2電子のみを考えればよく、これらについてパウリの排他原理によって許容される可能な項は1D、3P、および1Sである（S、P、Dは全軌道角運動量量子数{\displaystyle L\,}= 0、1、2を示す。項記号#p2配置の項記号を参照）。フントの第一規則は、基底状態項は 全スピン量子数S = 1を持つ3P（三重項P）である、と述べる。上付き文字3は多重度の値 =  2S + 1 = 3である。図はML = 1およびMS = 1を持つこの項の状態を示している。

## 第二規則
この規則は電子間の反発の減少を扱う。これは、全ての電子が同方向に軌道を回っている（より高い軌道角運動量）とすると、それらは一部が逆方向に回っている時よりも互いに出会う頻度が少ない、という古典的描像から理解することができる。後者の場合は、反発力が増大し、これが電子を離す。これが電子にポテンシャルエネルギーを追加するため、電子のエネルギー準位がより高くなる。

### 例
ケイ素では1つの三重項状態しか存在しないため、第二規則は必要ではない。基底状態を決定するために第二規則を必要とする最も軽い原子は電子配置1s2 2s2 2p6 3s2 3p6  3d2 4s2を持つチタン（Ti、Z = 22）である。この場合、開いた殻は 3d2であり、許容される項には3つの一重項（1S、1D、1G）と2つの三重項（3P、3F）が含まれる（ここで記号S、P、D、F、Gは全軌道角運動量量子数がそれぞれ0、1、2、3、4の値を持つことを示す〔原子オービタルの命名法と似ている〕）。
フントの第一規則から基底状態は2つの三重項の内の一方であることが、第二規則から基底状態は（{\displaystyle L=1}を持つ）3Pではなく（{\displaystyle L=3}を持つ）3Fであることが推定される。3G項は存在しない。これは、その{\displaystyle (M_{L}=4,M_{S}=1)}状態が{\displaystyle (M_{L}=2,M_{S}=+1/2)}を持つ2つの電子を必要とするためであり、これはパウリの原理に反している（{\displaystyle M_{L}}および{\displaystyle M_{S}}は外部磁場の方向として選ばれたz軸に沿った全軌道角運動量Lと全スピンSの成分である）。

## 第三規則
この規則はスピン-軌道結合によるエネルギーシフトについて考慮する。スピン-軌道結合が残差静電相互作用と比較して弱い場合、{\displaystyle L\,}および{\displaystyle S\,}は良い量子数であり、分裂は以下の式で与えられる。
{\displaystyle {\begin{aligned}\Delta E&=\zeta (L,S)\{\mathbf {L} \cdot \mathbf {S} \}\\\ &=\ (1/2)\zeta (L,S)\{J(J+1)-L(L+1)-S(S+1)\}\end{aligned}}}
{\displaystyle \zeta (L,S)\,}の値は殻が半占有を超えると正から負へ変化する。この項は、{\displaystyle J\,}の大きさへの基底状態エネルギーの依存関係を与える。

### 例
ケイ素の{\displaystyle {}^{3}\!P\,}最低エネルギー項は3つの準位{\displaystyle J=2,1,0\,}から成る。殻には6個まで電子を収容できるがここでは2個の電子が入っているため、半分より少なく、したがって{\displaystyle {}^{3}\!P_{0}\,}が基底状態である。
硫黄（S）でも、最低エネルギー項はスピン-軌道準位{\displaystyle J=2,1,0\,}を持つ{\displaystyle {}^{3}\!P\,}であるが、ここでは殻中に4個の電子が入っているため、基底状態は{\displaystyle {}^{3}\!P_{2}\,}である。
殻が半占有され{\displaystyle L=0\,}だとすると、{\displaystyle J\,}について（{\displaystyle S\,}と等しい）1つの値しか存在せず、これが最低エネルギー状態である。例えば、リンでは、最低エネルギー状態は3つの3pオービタル中の3つの不対電子について{\displaystyle S=3/2,\ L=0}を持つ。したがって、{\displaystyle J=S=3/2}であり、基底状態は4S3/2である。

## 励起状態
フントの規則は原子または分子の基底状態の決定に関して最もよく機能する。
これらは任意の励起電子配置の最低状態の決定についても（失敗することもあるが）かなり信頼できる。したがって、ヘリウム原子において、フントの第一規則は1s2s三重項状態（3S）が1s2s一重項状態（1S）よりも低いことを正しく予測する。同様に、有機分子に関して、同じ規則は第一三重項状態（光化学ではT1で示される）が第一励起一重項状態（S1）よりも低いことを予測し、これは一般的に正しい。
しかしながら、フントの規則は任意の電子配置について最低状態以外の状態を順序付けるために使用してはならない。例えば、チタン原子の基底状態配置は ...3d2であり、これに対してフントの規則をばか正直に適用すると、順序は3F < 3P < 1G < 1D < 1Sであることが示唆される。しかしながら、現実には1Dは1Gよりも下に位置する。